# Turks brood
Turks brood is een plat brood, dat meestal rond of ovaal van vorm is, ongeveer ter grootte van een pizza. Het is zeer luchtig. De Turkse naam voor dit type brood is pide. Een plattere en daardoor minder luchtige variant heet lavash.
Het wordt gebakken bij een hoge temperatuur, waardoor het een dunne korst heeft. Turks brood is moeilijk te bewaren. Het brood kan het beste worden geconsumeerd op de dag van aankoop.